# SUNSHINE, MOONLIGHT
『SUNSHINE,MOONLIGHT』（サンシャイン,ムーンライト、Sunshine,Moonlight）は、久保田利伸の全米デビュー・アルバム。日本盤は1995年9月10日に発売。

## 概要
- 歌詞は全て英語である。日本盤にはボーナストラック3曲が収録されている。

## 収録曲
1. Funk It Up
2. Just The Two Of Us (Duet with Caron Wheeler)
3. Too Light To Do
エバンス（ROLEX専門店）CFソング
4. Holding You
5. Jam With Me
6. Angel
7. Get It Together
8. Nice & EZ
サッポロ缶コーヒー「ブルーマウンテンブレンド」CFソング
9. My Love (6 To 8)
エバンス（ROLEX専門店）CFソング
10. Oh Honey
11. Sunshine, Moonlight
ニッポンハム「シャウエッセン」CFソング
12. PaLaLeYa
日本盤BONUS TRACKS
13. Ain't Nobody There
日本盤BONUS TRACKS
14. TAWAWA HIT PARADE
日本盤BONUS TRACKS